# حرض (السعودية)
حرض هي بلدة كبيرة ومدينة صناعية في محافظة الأحساء في المنطقة الشرقية للمملكة العربية السعودية، على بعد حوالي 150 كيلومترا (93 ميل) جنوب غرب الهفوف. ونظرًا لموقعها فوق حقل الغوار النفطي، فإن العديد من آبار النفط والغاز، إلى جانب مصافي النفط، تقع في المنطقة، وجميعها تُديرها شركة أرامكو السعودية. تعد حرض أيضًا موقعًا لواحدة من أكبر مزارع الألبان في العالم، والتي تملكها وتديرها الشركة الوطنيّة للتنمية الزراعيّة (نادك).
حرض منطقة صحراوية ذات حصى رملي يُغطي الغطاء النباتي القصير بالإضافة للحصى المترابط والرمل والتربة الطينية، التي تجعل من المكان موطنًا مناسبًا لعيش القُبَّرَة وطائر الأبلَق والزواحف، بما في ذلك الضَبَّ.

## المناطق
تنقسم حرض إلى ثلاثة أقسام
1-حرض القديمة
2-مخطط حرض
3-المشروع

## التاريخ
حرض تعتبر من أقدم هجر المنطقة ويقع فيها آبار قبيلة بني هلال، كانت استراحة المتنقل من وإلى الأحساء لأنها كانت تقع على الطريق بين الأحساء وبقية المناطق الداخلية في المملكة، وساهم في ذلك وجود آبار المياه العذبة.
كان الاكتشاف الأولي للجزء الجنوبي من حقل الغوار في عام 1949 في حقل حرض، ومع وجود أرامكو في المنطقة تحولت حرض من مجرد مركز للتوقف والاستراحة ومورد للمياه إلى ورشة عمل لخبراء التنقيب عن النفط وقاعدة مهمة ورئيسية لفرق التنقيب في المناطق المجاورة، ومركز انطلاق وتجمع لقوافل ومكاتب شركة أرامكو، وعُرفت بأنها مركز للطاقة.

## مصنع غاز حرض
تقع حرض في المنطقة التي يوجد بها حقل الغوار الضخم. تمتلك شركة أرامكو السعودية وتدير جميع البنية التحتية للنفط في المنطقة، التي تنتج ما يقرب من مليون برميل (159 مليون لتر) من البترول يوميًا. كما تُدير شركة أرامكو السعودية أيضًا إدارة مصنع حرض للغاز الذي يغطي مساحة 8.3 كيلومتر. تُخطط أرامكو السعودية لتركيب منشآت ضغط الغاز في منشأة حرض السعودية للغاز ، علمًا أن معمل غاز حرض قادر على إيصال 1.5 مليار مكعب يوميًا من الغاز إلى محطة الغاز الرئيسية في المملكة العربية السعودية وأيضًا محطة فصل زيت الغاز (GOSP) قادرة على تثبيت 300 ألف برميل يوميًا من النفط الخام العربي الخفيف. توجد حوالي 87 بئراً تغذي مصنع حرض. ينقل الغاز الحلو والحامض من الآبار عبر أنابيب مُتشعبة في حرض، التي تقع على بعد 12 كيلومترًا من المصنع.

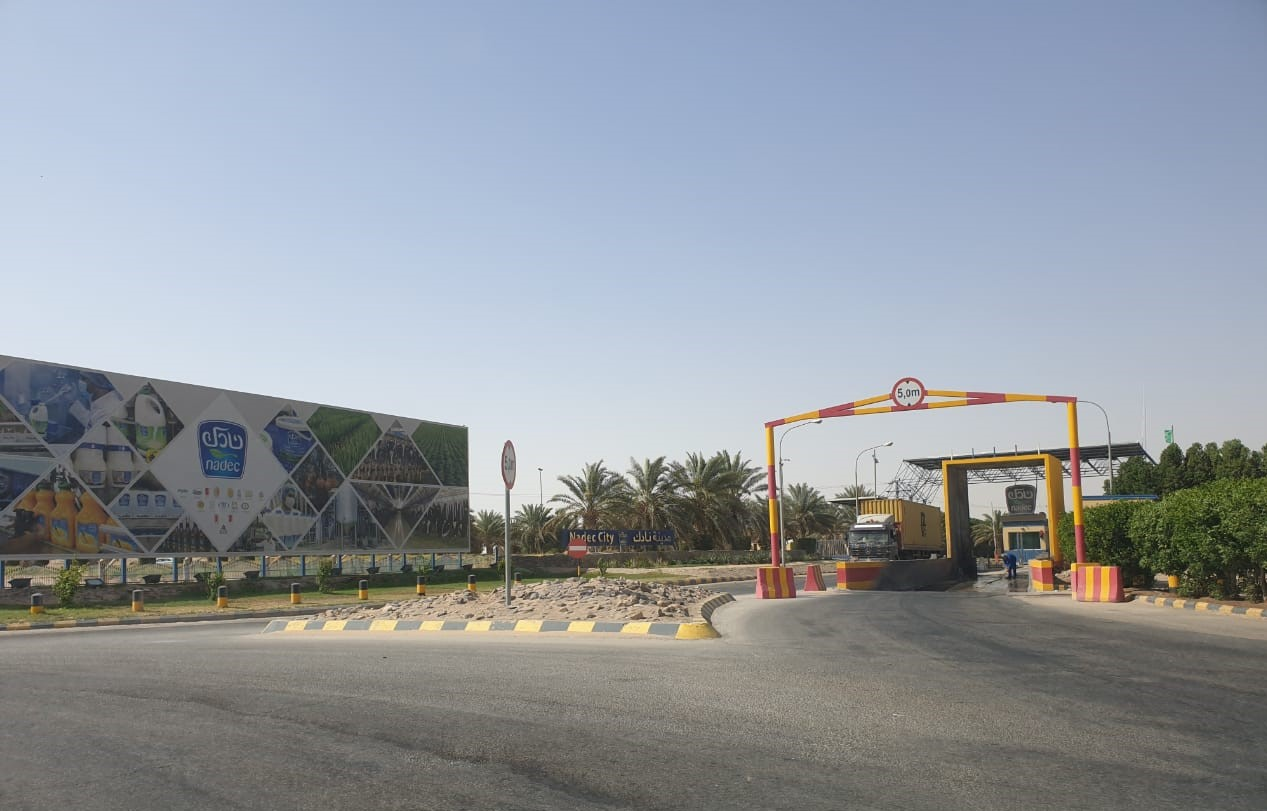
بوابة مدخل مزرعة نادك

تعد المزرعة المتكاملة التي تملكها وتديرها الشركة الوطنية للتنمية الزراعية (نادك) في منطقة حرض واحدة من أكبر مزارع الألبان المتكاملة في العالم.

## المواصلات
يوجد مطار صغير في حرض للاستخدام الحصري لأرامكو السعودية التي تقدم رحلات لموظفيها إلى الهفوف والدمام. يحتل المطار مساحة 1.1 كيلومتر مربع بجوار مخيم سكني، ويقع على بعد حوالي 6 كيلومتر، شمال شرق مرافق محطة حرض الحالية للغاز (HGP).
ترتبط حرض بشكل جيد برًا مع الرياض (290 كيلومتر بينهما تقريبًا) والتي قد تستغرق 3 ساعات و 16 دقيقة للوصول عبر الطريق 10 ومن الأحساء على مسافة 174 (كيلومتر تقريبًا) و تستغرق ساعة و 50 دقيقة للوصول عبر الطريق 75.

## موقعها
حرض هي بوابة الربع الخالي
وهي الطريق الأسهل للذهاب إلى معظم دول الخليج
ويمر بها خط البطحاء المتوجه من الخرج إلى الإمارات .